# Assassin's Creed (filme)
Assassin's Creed (bra/prt: Assassin's Creed) é um filme de ação e ficção científica distópico de 2016 baseado na franquia de jogos eletrônicos de mesmo nome. O filme é dirigido por Justin Kurzel, escrito por Michael Lesslie, Adam Cooper e Bill Collage, e é estrelado por Michael Fassbender (que também produziu), bem como Marion Cotillard, Jeremy Irons, Brendan Gleeson, Charlotte Rampling e Michael K. Williams. O filme se passa no mesmo universo dos jogos eletrônicos, mas traz uma história original que expande a mitologia da série. A trama segue um homem moderno chamado Callum Lynch que, através de uma máquina chamada Animus, explora as memórias de seu ancestral Aguilar de Nerha, um membro da Irmandade dos Assassinos durante a Inquisição Espanhola, para ganhar as habilidades de um Mestre Assassino e lutar contra a Ordem dos Templários.
As filmagens começaram no final de agosto de 2015 e foram concluídas em janeiro de 2017. Assassin's Creed foi lançado em 21 de dezembro de 2016 nos Estados Unidos e na França, em 5 de janeiro de 2017 em Portugal, e em 12 de janeiro de 2017 no Brasil. Geralmente recebia críticas negativas de críticos que visavam principalmente ao enredo e à escrita, embora alguns considerem isso uma melhoria em relação às adaptações anteriores para filmes de jogos eletrônicos. O filme teve um desempenho inferior nas bilheterias, arrecadando US$ 240 milhões em todo o mundo, contra seu orçamento de US$ 125 milhões. Devido à recepção negativa do filme, a Fox cancelou a sequência, após a aquisição da 21st Century Fox pela Disney em 2019.

## Enredo
Em 1492, durante a Guerra de Granada, Aguilar de Nerha é aceito no Credo dos Assassinos. Ele é designado para proteger o príncipe Ahmed de Granada. Em 1986, Callum retorna para casa e encontra sua mãe morta por seu pai, Joseph, um Assassino moderno. Quando os pistoleiros liderados por Alan, CEO da Fundação Abstergo, abordam para capturar Joseph, este último convence Callum a escapar.
Em 2016, Callum é condenado à morte por assassinato, mas é resgatado da execução pela Fundação Abstergo, que falsifica sua morte, e o transportam para suas instalações em Madri, na Espanha. Foi-lhe dito que os Templários estão à procura da Maçã do Éden, que contém o código genético do livre arbítrio, a fim de subjugar a raça humana. Sophia, a filha de Alan e a cientista principal, revela que Callum é um descendente de Aguilar e o recruta para o Animus, uma máquina que lhe permitirá reviver as memórias genéticas de Aguilar para que a Abstergo possa saber o paradeiro atual da Maçã.
Na Andaluzia, Espanha do século XV, Aguilar e sua parceira, Maria, são enviados para resgatar Ahmed, que foi sequestrado pelo mestre Tomas de Torquemada, para forçar o pai de Ahmed, o sultão Muhammad XII, a entregar a Maçã. Aguilar e Maria interceptam os Templários, mas são subjugados e capturados pelo executor de Torquemada, Ojeda, assim como Callum é puxado para fora do Animus por Sophia.
Em cativeiro, Callum faz amizade com outros descendentes de Assassinos, liderados por Moussa, descendente de um assassino haitiano do século XVIII chamado Baptiste, e começa a experimentar alucinações, apelidado de "Efeito Sangria", de Aguilar e Joseph. Callum e Sophia constroem um suporte sobre suas regressões; E confessam a Callum que sua mãe também foi assassinada por um Assassino.
De volta ao Animus, Aguilar e Maria estão programados para execução, mas ele consegue se libertar e a ela, levando a uma perseguição nos telhados em que eles no final executam um "Salto de Fé" (veja abaixo) para escapar. A mente de Callum reage violentamente à sessão; E ele fica temporariamente paralisado. Ele então descobre que Joseph também está presente na instalação. Confrontando Joseph pela morte de sua mãe, Callum é informado que, como resultado do Efeito Sangria, suas memórias e as de seu antepassado Aguilar estão se fundindo, permitindo que Callum aproveite as habilidades de combate de Aguilar; Ele também descobre que a sua mãe  foi uma Assassina que preferiu morrer pela mão de Joseph, em vez de ser submetida ao Animus pelos Templários. Callum promete destruir o Credo dos Assassinos encontrando a maçã. Enquanto isso, Alan é pressionado por sua superiora, Ellen Kaye, para encerrar o Projeto Animus devido à sua falta de resultados, levando Sophia a questionar as verdadeiras intenções de Alan.
Callum entra de bom grado no Animus mais uma vez, quando Aguilar e Maria emboscam um encontro entre Muhammad e Ojeda. Eles conseguem matar os Templários e recuperar a Maçã do Éden, embora Ojeda a capture para forçar Aguilar a rende-la; Mas ela escolhe a morte, e Ojeda fatalmente a apunhala antes que Aguilar a mate. Ele então escapa, executando outro Salto de Fé, cuja força faz com que o Animus funcione violentamente. Aguilar então dá a Maçã a Cristóvão Colombo, que promete levá-lo ao seu túmulo. Moussa e os outros prisioneiros assassinos começam um motim, no qual Joseph é morto por Abstergo.
Callum está na câmara do Animus e é encontrado com as projeções de um número de seus antepassados Assassinos, incluindo Aguilar, Arno Dorian (protagonista do jogo Assassin's Creed Unity), seu pai Joseph, e sua mãe. Callum abraça completamente o credo de seus ancestrais e, tendo completamente assimilado as memórias e habilidades de Aguilar, se junta aos Assassinos e escapa.
Tendo recuperado a Maçã, Alan e seus seguidores a levam então a um santuário Templário em Londres para executar uma cerimônia. Dentro do santuário, Sophia desiludida encontra-se com Callum, que veio tomar a Maçã do Éden; E relutantemente lhe permite agir. Callum vai atrás de Alan e o mata para recuperar a Maçã, após o que os Assassinos partem, prometendo uma vez mais protegê-la. Sophia é vista no final prometendo vingança contra Callum.

## Elenco
- Michael Fassbender como Callum "Cal" Lynch e Aguilar de Nerha
- Jeremy Irons como Alan Rikkin
- Marion Cotillard como Dra. Sophia Rikkin
- Brendan Gleeson pai de Callum Lynch
- Brian Gleeson como Jovem Joseph, Brian é o filho na real de Bredan Gleeson
- Essie Davis como Mãe de Callum
- Michael K. Williams como Moussa
- Ariane Labed como Maria
- Charlotte Rapling como Ellen Kaye
- Denis Ménochet como McGowen

## Recepção
Assassins Creed recebeu comentários negativos dos críticos de cinema. No Rotten Tomatoes, o filme tem um índice de aprovação "podre" de 18% com base em 169 avaliações, com uma classificação média de 3,9/10. No consenso crítico do site diz: "Assassin's Creed é, sem dúvida, melhor feito (e certamente com melhor elenco) do que a maioria das adaptações de videogames, infelizmente, o resultado final alimentado pelo CGI ainda é uma alegria para um enredo extenso e [de execução] lenta". No Metacritic, tem uma pontuação de 36 de 100, com base em 38 críticos, indicando "análises geralmente desfavoráveis". As audiências pesquisadas pelo CinemaScore deram ao filme uma nota média de "B+" em uma escala de A+ para F.